# Schwedisches Rotes Kreuz

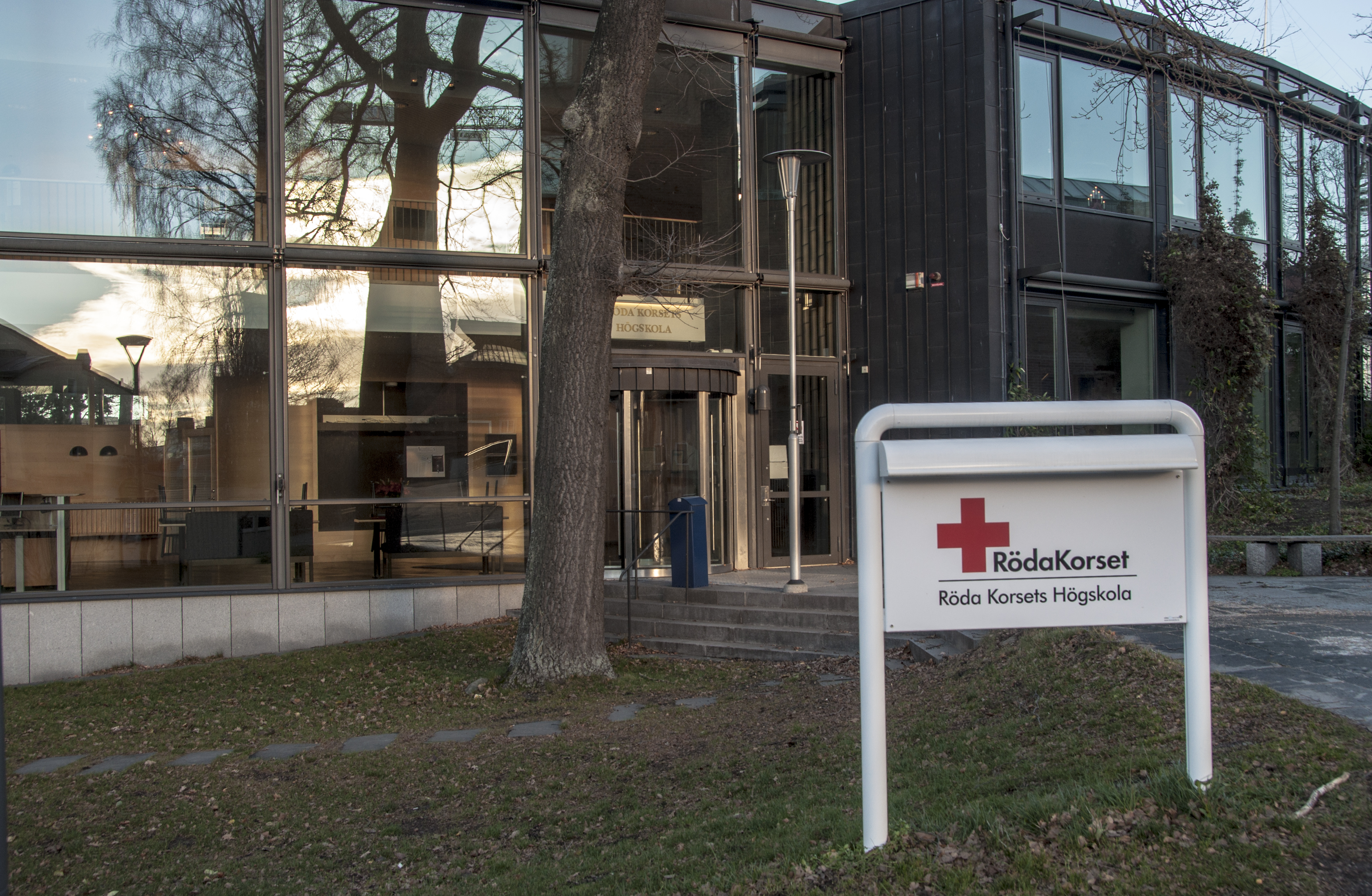
Schwedisches Rotes Kreuz (Schule in Stockholm, 2013)

Das Schwedische Rote Kreuz (schwedisch Svenska Röda Korset, SRK) ist die Nationale Rotkreuz-Gesellschaft in Schweden nach den Genfer Abkommen und als solche Teil der Internationalen Rotkreuz- und Rothalbmond-Bewegung. Der Sitz ist in der Hauptstadt Stockholm.

## Geschichte
Zu den Aktionen gehörte ab März 1945 die Rettungsaktion der Weißen Busse.

## Präsidenten des SRK
| Zeitraum    | Präsident                 |
| ----------- | ------------------------- |
| 1865 – 1872 | Prinz Oskar               |
| 1872 – 1873 | Prinz August              |
| 1873 – 1883 | Axel Gabriel Leijonhufvud |
| 1883 – 1898 | Oscar Björnstjerna        |
| 1898 – 1903 | Malcolm Walter Hamilton   |
| 1906 – 1945 | Prinz Carl                |
| 1945 – 1948 | Folke Bernadotte          |
| 1948 – 1960 | Emil Sandström            |
| 1960 – 1961 | Clare Nordenson           |
| 1961 – 1969 | Erland Hofsten            |
| 1970 – 1974 | Jarl Hjalmarson           |
| 1974 – 1981 | Matts Bergom Larsson      |
| 1981 – 1987 | Börje Wallberg            |
| 1987 – 1993 | Gudrun Göransson          |
| 1993 – 2002 | Prinzessin Christina      |
| 2002 – 2005 | Anders Milton             |
| 2005 – 2011 | Bengt Westerberg          |
| 2011 – 2015 | Eva von Oelreich          |
| 2015 – 2016 | Anna Carlstedt            |
| 2017 – 2021 | Margareta Wahlström       |
| seit 2021   | Anna Hägg-Sjöquist        |